# Дмитрієв Артем Сергійович
Артем Сергійович Дмитрієв (нар. 29 березня 1999, Ясенівський, Луганська область, Україна) — український футболіст, захисник.

## Життєпис

### Ранні роки
Вихованець футбольної школи «Сталь» (Алчевськ) та «Кремінь» (Кременчук), у чемпіонаті України (ДЮФЛ) виступав саме за ці команди — 46 матчів, 3 голи. Впродовж 2016—2017 років виступав в Українській Прем'єр-лізі U-19 за юнацьку команду полтавської «Ворскли», де провів 28 офіційних матчів (1 гол).

### Клубна кар'єра
На професіональному рівні дебютував у 2018 році в складі друголігового клубу ФК «Нікополь», де провів 13 матчів у чемпіонаті та 1 кубкову зустріч. На початку 2019 року поповнив склад команди Олега Федорчука: «Енергія» (Нова Каховка), в якій став основним захисником та впродовж року провів 30 офіційних матчів (1 гол) в усіх турнірах. 2020 рік провів у першоліговому клубі «Кремінь» (Кременчук) та друголіговій дніпровській «Перемозі» — 17 матчів в усіх офіційних турнірах. У березні 2021 року підписав контракт з футбольним клубом «Буковина» (Чернівці). За чернівецький клуб виступав до завершення того ж року та провів 25 офіційних матчів в усіх турнірах.